# Botkyrka Flygklubb
Botkyrka Flygklubb (BFK) var en av landets största flygklubbar innan den till slut avvecklades i april 2006 genom samgående med Barkarby Flygklubb. Klubben sökte flera olika ställen att fortsätta sin verksamhet bland annat utanför Södertälje och Eskilstuna. Till slut föll valet på Barkarby Flygklubb.

## Historik

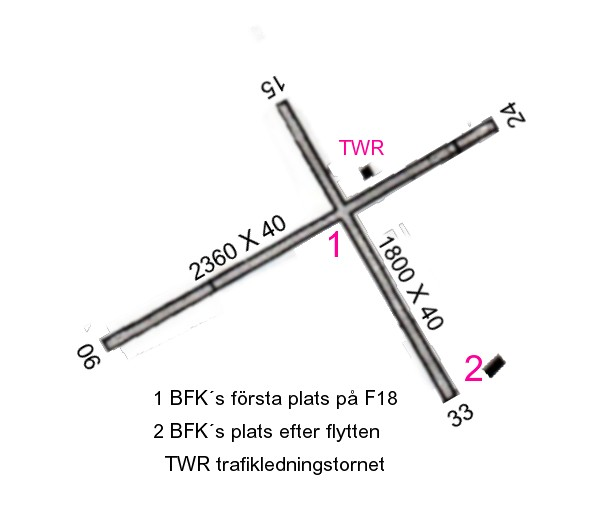
BFK:s platser på F 18

Botkyrka flygklubb bildades den 20 augusti 1971 under arbetsnamnet Botkyrka Aeroclub. Klubben hade vid starten 12 medlemmar som hade fått kontakt med varandra genom pågående flygutbildning eller intresse för flyget kring Bromma flygplats. Verksamheten dominerades de första åren av förhandlingar och uppbyggnadsarbete eftersom klubben saknade både lokaler och flygplan.    

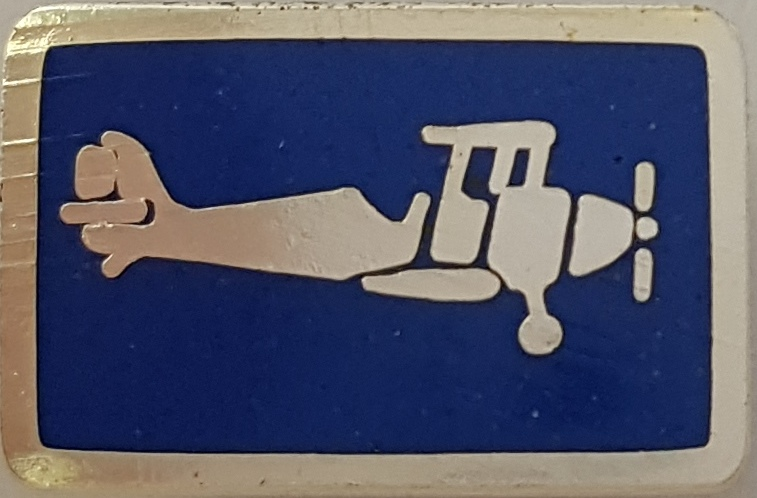
BFK:s logotyp och klubbnålsmotiv 1971

Klubben ansökte  om medlemskap i KSAK. vilket avslogs.  Medlemsantalet underskred minimum, 15 medlemmar, och innehöll ordet Aeroclub istället för Flygklubb. Efter namnändringen och komplettering av medlemsantalet, godkändes klubben som medlem..  Säkra uppgifter om datum saknas men medlemskap i SFS beviljades 30/8 1973.
En ansökan hos luftfartsverket att få disponera en lokal på Bromma avslogs. Sedan 1958 pågick en politisk diskussion om Bromma och flygets framtid i Stockholmsregionen och tanken på en ny flygplats i området fanns. Klubben ansökte därför hos Södertörns flygflottilj (F 18) att få etablera sig på flottiljens område vilket avslogs. I motiveringen räknades dock de möjligheter och villkor upp som måste gälla för en etablering. Representanter för klubben och Botkyrka Kommun gjorde då ett gemensamt besök på Västerviks nybyggda flygplats. Västerviks kommun redovisade sina erfarenheter av flygplatsbygget och översände senare en redovisning för sina kostnader. Lämpliga platser för flygstråk hittades i den egna kommunen. Kontakter med Alfa-Laval AB, som inledningsvis tagits av vice ordförande Ola Lindahl, ledde till att klubben fick disponera mark för en flygdag. 

### Etablering på Tullinge
Senare och överraskande meddelade Södertörns flygflottilj att det fanns möjlighet för klubben att ansöka om etablering. En ny ansökan  beviljades och resulterade i en flottiljorder från chefen för Södertörns flygflottilj. Den reglerade klubbens verksamhet. Ett markområde anvisades för uppförande av klubbstuga och hangar. Marköverenskommelsen formaliserades senare med ett arrendeavtal mellan flygklubben och Fortifikationsförvaltningen. Området för klubben flyttas senare  från WGS84 59°10'44.1"N 17°54'38.4"E till WGS84 59°10'22.3"N 17°55'31.1"E

### Verksamhet
Etableringen medförde att klubben kunde koncentrera sig på flygverksamhet och att få en ordnad ekonomi. Hangar och personallokaler byggdes i egen regi. Ett flygplan, SE-FPM, hade inköpts 1972. Finansieringen ordnades med lån. Klubbmedlemmar stod som borgensmän.
Luftfartsverket beviljade en begäran ] att få bedriva privatflygarutbildning till A-certifikat, mörkerbevis och tvåmotorinflygning. Som skolchef angavs i handlingen kapten Åke Christiansson och som ansvarig för den tekniska tjänsten flygplanmästare K-E Fahlström. båda på plats på F 18. Skolningen kom igång, och medlemsantalet ökade. Grunden för Botkyrka Flygklubb var lagd.

### Tiden efter 1975
Flygklubben blev en av landets största flygklubbar innan den till slut avvecklades i april 2006 genom samgående med Barkarby Flygklubb. Klubben sökte flera olika ställen att fortsätta sin verksamhet bland annat utanför Södertälje och Eskilstuna. Till slut föll valet på Barkarby Flygklubb. Klubben verkade på Tullinge flygplats och var huvudman för flyget efter flottiljens nedläggning. Klubben tillhörde KSAK.
Klubben hade när den var som störst omkring 450 medlemmar, varav drygt 300 var aktiva piloter. Ett 40-tal flygplan var stationerade på området, både i privat och klubbens ägo. Man bedrev flygskolning och 10-30 elever brukade kunna ta sitt grundläggande flygcertifikat i klubbens regi varje år.
Klubben arrenderade ett markområde i sydöst på det gamla flottiljområdet där man hade klubbstuga och hangarbyggnader. När staten genom Vasallen AB skulle exploatera marken ledde det till att flygklubben sades upp från arrendet och efter några års juridisk strid om riktigheten i uppsägningen lämnade klubben slutligen området sommaren 2005.

Start- och landningsförbud gäller från 2004-10-01, trots att landningsbanorna i betong fanns kvar orörda ytterligare ett par år. Marken såldes till byggföretaget PEAB som under hösten 2006 började bebygga området med bostäder. Studentbostäder har byggts i de gamla logementen. Bostadsområdet på gamla flottiljområdet heter Norra Riksten efter den gård som ligger nära flygfältet.
Botkyrka Flygklubb överförde medel och tillgångar i april år 2006 till Barkarby Flygklubb på Barkarby flygplats östra sida.